# Leptographium penicillatum
Leptographium penicillatum är en svampart som beskrevs av Grosmann 1931. Leptographium penicillatum ingår i släktet Leptographium och familjen Ophiostomataceae.   Inga underarter finns listade i Catalogue of Life.